# District de Tulle
Le district de Tulle est une ancienne division territoriale française du département de la Corrèze de 1790 à 1795.
Il était composé des cantons de Tulle, Argentat, Chameirat, Clergoux, Corréze, Egletons, Fortunade, Mercœur, la Pleau, la Roche, Saint Chamans, Seilhac et Serviéres.